# Tantoyuca
Tantoyuca è una municipalità dello stato di Veracruz, nel Messico centrale, il cui capoluogo è la località omonima.
Conta 101.743 abitanti (2010) e ha una estensione di 1303,25 km². 	 	
Il nome Tantoyuca in lingua nahuatl significa luogo di cera.